# 축제여 안녕
《축제여 안녕》은 1984년 8월 17일에 방영된 KBS 1TV 청소년문학관 시리즈 중 열네 번째 작품이다.

## 줄거리
경희는 여행을 떠나기 전 결혼하여 미국으로 이민간 언니로부터 온 편지를 전해받는다. 친구들과 함께 마지막 고교에서의 여름여행을 가는 버스 안에서 언니의 편지를 읽으며 옛 생각에 감긴다. 예전에 야구선수 최문수는 경희와는 친하게 지내던 사이였고, 언니 경미와는 사랑하는 사이였다.
어느 날 인기 절정에 있던 문수는 홈런을 쳐서 좋은 성적을 거두지만 그라운드에서 쓰러지게 되고, 병을 치료한 후 다시 복귀하지만 옛 명성을 찾지 못한다. 이후 경미는 문수와 헤어지게 되고 아버지의 병원에서 인턴 과정을 받고 있는 인수와 사귀게 된다. 결국 문수는 야구를 포기한 채 자취를 감추고, 경미는 미국으로 유학을 떠난다.

## 등장 인물

### 주요 인물
- 조성희 : 경희 역
- 김영철 : 최문수 역

### 그 외 인물
- 박병호 : 경희의 아버지 역 - 의사
- 반효정 : 경희의 어머니 역
- 김은선 : 경미 역
- 태민영 : 김인수 역
- 김영선
- 백현숙
- 박희정
- 박경진
- 권오현
- 최석구
- 윤덕용
- 임영식
- 김성란

## 편성 변경
- 오후 7시 45분에 올림픽 특집 《여기는 LA》의 편성으로 앞당겨 방송됨.